# Liste der Monuments historiques in Châtelaudren-Plouagat
Die Liste der Monuments historiques in Châtelaudren-Plouagat führt die Monuments historiques in der französischen Gemeinde Châtelaudren-Plouagat auf.

## Liste der Bauwerke
| Bezeichnung                                 | Beschreibung                                                     | Standort              | Kennzeichnung | Schutzstatus | Datum | Bild           |
| ------------------------------------------- | ---------------------------------------------------------------- | --------------------- | ------------- | ------------ | ----- | -------------- |
| Kirche Notre-Dame du Tertre in Châtelaudren | Erbaut im 15. Jahrhundert                                        | (Lage)                | PA00089061    | Classé       | 1907  | weitere Bilder |
| Polissoir du Petit Runio in Plouagat        | Neolithikum                                                      | Le Petit Runio (Lage) | PA00089451    | Classé       | 1971  | weitere Bilder |
| Colombier de Maros                          | Taubenhaus, erbaut im 17./19. Jahrhundert (nicht mehr vorhanden) | (Lage)                | PA00089450    | Inscrit      | 1988  |                |

## Liste der Objekte

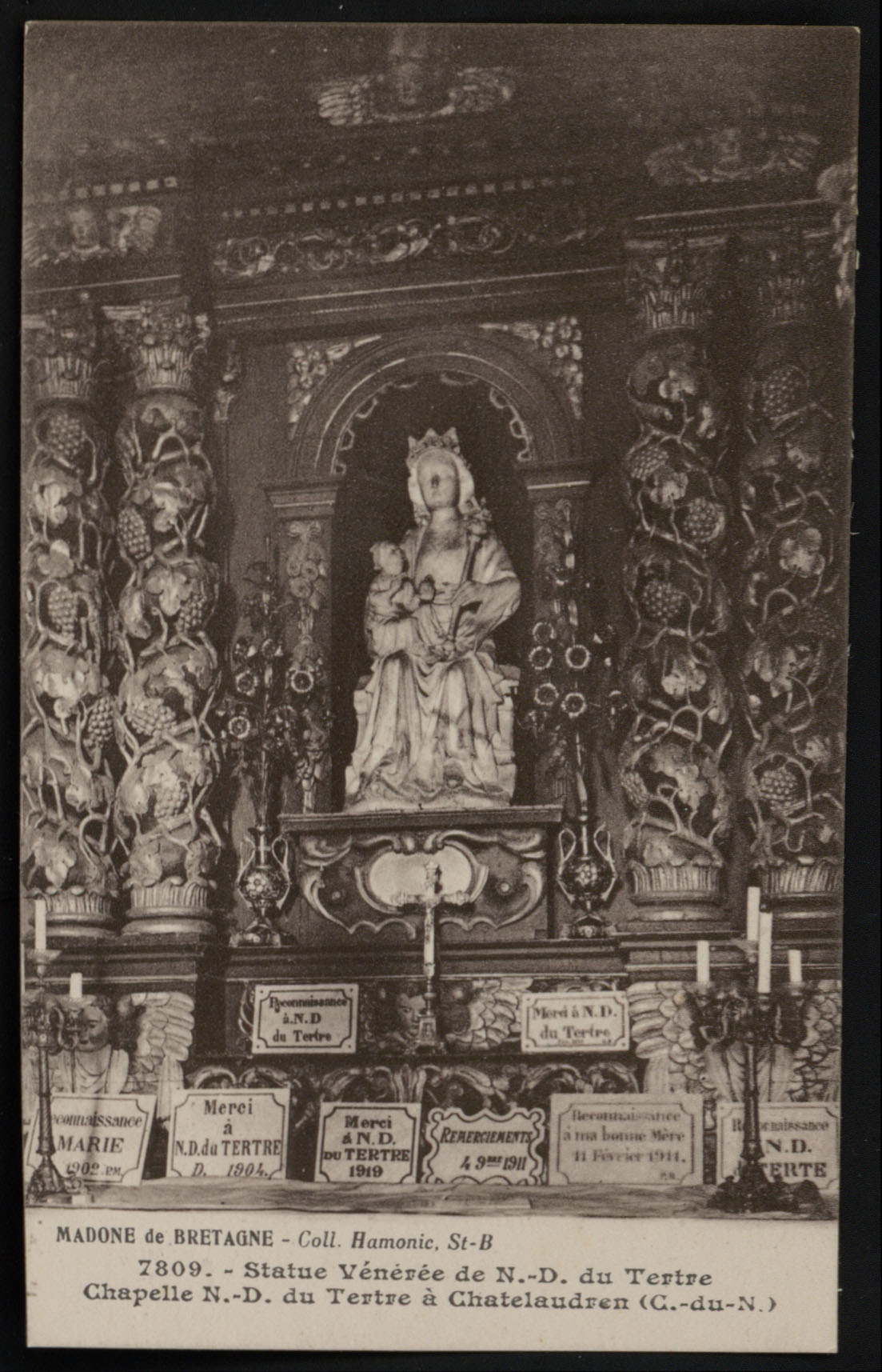
Retabel in der Kirche Notre-Dame du Tertre (16./17. Jahrhundert)

- Monuments historiques (Objekte) in Châtelaudren in der Base Palissy des französischen Kultusministeriums
- Monuments historiques (Objekte) in Plouagat in der Base Palissy des französischen Kultusministeriums